# The Black Page
The Black Page ist ein Musikstück von Frank Zappa. Es erschien erstmals auf dem Album Zappa in New York (1978). Sein Name (Deutsch: schwarze Seite) bezieht sich auf einen eng gesetzten Notensatz mit vielen zu spielenden Noten.
Das Stück wurde ursprünglich für Schlagzeug und Perkussion geschrieben und später in verschiedenen Versionen neu arrangiert, einschließlich einer Disco- und einer so genannten New-Age-Version.
Der Schlagzeuger Terry Bozzio berichtet in einem Interview, Zappa habe das Stück geschrieben, nachdem er immer von Studiomusikern des Orchesters Abnuceals Emuukha Electric Symphony Orchestra & Chorus über die Angst gesprochen hatte, am Morgen zu einer Aufnahmesession zu kommen und mit einer schwarzen Seite voller Noten konfrontiert zu werden. Nachdem sich Bozzio das Stück nach zwei Wochen Übens angeeignet hatte, schrieb Zappa die Melodie und Akkordfolgen.
Auf dem Live-Album Zappa in New York (1978) erwähnte Zappa die „statistische Dichte“ („statistical density“) des Stückes.
Es ist im 4/4-Takt unter exzessivem Gebrauch von Triolen, Quintolen, Septolen etc. geschrieben, einschließlich verschachtelter Triolen. Die Originalkomposition gipfelt in den letzten Takten in Unodezimolen, also elf Noten auf einen Taktschlag gespielt. In den späteren Versionen nimmt Zappa die Noten der Melodie auf und gruppiert sie rhythmisch neu. Das Stück erschien auf acht verschiedenen Alben Zappas.